# Baeoura directa
Baeoura directa là một loài ruồi trong họ Limoniidae. Chúng phân bố ở miền Cổ bắc.